# Wydajność pracy
Wydajność pracy, także produktywność pracy – wartość produkcji wytworzonej w danym okresie przez jednego pracującego.
Jest najczęściej wykorzystywaną miarą produktywności.

## Charakterystyka
Wydajność pracy jest najczęściej obliczana jako PKB podzielony przez liczbę przepracowanych godzin pracy. Produktywność pracy rośnie, jeżeli realny PKB zwiększa się szybciej, niż liczba pracowników (przepracowanych godzin).
Zmiany wydajności pracy w dużym stopniu zależą od wahań cyklu koniunkturalnego. Kierunek zmian produktywności pracy jest z reguły zgodny z kierunkiem cyklu, tj. produktywność pracy rośnie w okresie koniunktury, a maleje w okresie recesji. W przypadku osłabienia gospodarczego spadek produkcji jest bowiem szybszy od spadku zatrudnienia. Z kolei wzrost wydajności pracy bywa szczególnie szybki w pierwszym roku wychodzenia z recesji, gdy przedsiębiorstwa z reguły wciąż zachowują ostrożność, jeżeli chodzi o zwiększanie zatrudnienia.
Różnice we wzroście wydajności pracy mogą również wynikać ze stopnia rozwoju gospodarczego kraju, a także struktury jego gospodarki i związanych z tym różnic sektorowych (m.in. wzrost produktywności pracy jest z reguły wyższy w przemyśle, niż w usługach; duże przedsiębiorstwa, zwłaszcza produkcyjne, cechują się wyższą wydajnością pracy, niż małe).

## Czynniki wpływające na wydajność pracy
Istnieją trzy podstawowe grupy czynników wpływających na wydajność pracy:
- Kapitał fizyczny – budynki, maszyny oraz inne środki produkcji. Jego zwiększenie odbywa się przede wszystkim dzięki wydatkom inwestycyjnym. Cechą charakterystyczną kapitału fizycznego jest malejąca produktywność krańcowa tj. od pewnego poziomu dalsze jego zwiększanie przy pozostałych czynnikach niezmienionych będzie oznaczało coraz mniejszy wzrost wydajności pracy;
- Kapitał ludzki – wykształcenie, wiedza, umiejętności i kompetencje ludzi niezbędne do wykonywania danej pracy. Wzrost kapitału ludzkiego następuje przede wszystkim poprzez wydatki na edukację i szkolenia, a w mniejszym stopniu – również na ochronę zdrowia.
- Technologie służące wytwarzaniu dóbr i usług, związane z szeroko rozumianym postępem technicznym.

Wydajność pracy jest tym większa, im większą ilością zasobów kapitału fizycznego, kapitału ludzkiego lub technologii dysponują pracownicy. Spośród innych czynników, które pośrednio mają wpływ na wydajność pracy, można wymienić m.in. poziom wymiany handlowej danego kraju z zagranicą oraz jego otwartość dla inwestorów zagranicznych. Obydwa te czynniki są bowiem pozytywnie skorelowane z przepływem wiedzy i technologii.

## Znaczenie dla gospodarki i przedsiębiorstw
Produktywność pracy jest jednym z najważniejszych czynników długookresowego wzrostu gospodarczego.
Wydajność pracy jest pozytywnie skorelowana z realnymi dochodami i poziomem życia mieszkańców. Jednak to, jak rozłożą się korzyści wynikające ze wzrostu wydajności pracy, zależy od wielu czynników. Wzrost wydajności pracy sprawia, że przedsiębiorstwa są skłonne – pod warunkiem, że na rynku istnieje dostateczny popyt na wytwarzane przez nich wyroby lub świadczone usługi – do zwiększania zatrudnienia. To z kolei powoduje wzrost popytu na pracę oraz wzrost wynagrodzeń.
Korzyści ze wzrostu wydajności pracy mogą również odnieść konsumenci. Bardziej wydajne przedsiębiorstwa mogą obniżyć ceny wytwarzanych dóbr i usług, co sprawia, że konsumenci mogą nabyć większą ilość tych dóbr, lub przeznaczyć zaoszczędzone środki na zakup innych dóbr. To z kolei przyniesienie wzrost przychodów dla ich producentów, który powinien przełożyć się na wzrost płac i/lub wzrost zatrudniania.
Przedsiębiorstwa mogą również przeznaczyć całość lub część zysków na nowe inwestycje lub wypłacić je jako dywidendę dla akcjonariuszy. W sytuacji, jeżeli zarówno pracownicy, jak i właściciele firm zdecydują się na zaoszczędzenie uzyskanych w wyniku wzrostu wydajności środków, to ogólny popyt w gospodarce również powinien wzrosnąć, gdyż wzrost oszczędności wywoła nacisk na obniżenie stóp procentowych. Jeżeli tak się stanie, to zachęci to konsumentów do zaciągania (tańszych) kredytów, które przeznaczą np. na zakup dobór trwałego użytku, takie jak nieruchomości czy samochody.
Wśród negatywnych skutków wzrostu wydajności pracy jednym z najważniejszych jest możliwe zwiększenie się nierówności w dochodach (wzrost wynagrodzeń może nierówno rozkładać się pomiędzy poszczególne grupy zatrudnionych). W przypadku wzrostu wydajności pracy i braku dostatecznego popytu na wytwarzane produkty lub usługi, przedsiębiorstwa mogą również dokonywać redukcji nadwyżkowych pracowników. Jednak ani teoria ekonomii, ani dane empiryczne nie potwierdzają, że wzrost wydajności pracy prowadzi do wyższego bezrobocia. Nowe miejsca pracy mogą jednak powstać w innych lokalizacjach (miejscowościach) lub w innych sektorach gospodarki narodowej, niż miejsca pracy, które zostały utracone w wyniku wzrostu wydajności pracy.
Wysoka wydajność pracy wzmacnia przewagę konkurencyjną przedsiębiorstwa. W zarządzaniu operacyjnym może być ona wykorzystywana jako jeden z kluczowych wskaźników efektywności (KPI).

## Inne mierniki produktywności
Zdaniem wielu ekonomistów znacznie lepszą niż wydajność pracy miarą oceny produktywności jest wskaźnik łącznej produktywności czynników produkcji (ang. total factor productivity). Obrazuje on wielkość produkcji uogólnioną jednostką nakładu tj. efektywność wykorzystania zarówno pracy, jak i kapitału rzeczowego, materiałów, surowców i energii.